# Spinning Jenny

Model de spinning jenny de James Hargreaves, 1765. Exposada al museu de Wuppertal, Alemanya.

La Spinning Jenny fou una màquina de filar moguda amb força manual de 40 pues. Va ser inventada per l'anglès James Hargreaves el 1767 a Stanhill, Oswaldtwistle, Lancashire a Anglaterra. Fou un dels desenvolupaments clau en la industrialització de la fabricació tèxtil durant la Revolució Industrial.
El dispositiu va reduir la quantitat de treball necessària per produir tela, amb un treballador capaç de treballar vuit o més bobines alhora. Això va créixer fins a 120 a mesura que avançava la tecnologia. El fil produït per la Jenny no era gaire fort fins que Richard Arkwright va inventar la Water frame alimentada per energia hidràulica. La filatura Jenny va ajudar a iniciar el sistema de fabricació de cotó a la fàbrica.

## Història
La Jenny giratòria va ser inventada per James Hargreaves. Va néixer a Oswaldtwistle, prop de Blackburn, cap a l'any 1720. Blackburn era una ciutat amb una població d'uns 5.000 habitants, coneguda per la producció de Blackburn greys, teles d'ordit de lli i trama de cotó inicialment importades de l'Índia. Normalment s'enviaven a Londres per estampar-les.
En aquell moment, la producció de cotó no podia mantenir el ritme de la demanda de la indústria tèxtil, i Hargreaves va passar un temps pensant com millorar el procés. La llançadora volant (John Kay 1733) havia augmentat la demanda de fil per part dels teixidors duplicant la seva productivitat, i ara la filadora Jenny podria cobrir aquesta demanda augmentant encara més la productivitat dels filadors. La màquina produïa fil gruixut.

## Components
La idea va ser desenvolupada per Hargreaves com un marc metàl·lic amb vuit fusos de fusta en un extrem. Un conjunt de vuit metxes s'unien a una biga d'aquest marc. Quan s'estenia, les metxes passaven per dues barres horitzontals de fusta que es podien unir. Aquestes barres es podrien dibuixar al llarg de la part superior del marc per la mà esquerra del filador, estenent així el fil. El filador fa servir la seva mà dreta per fer girar ràpidament una roda que fa que tots els eixos girin i que el fil es fili. Quan es retornaven les barres, el fil s'enrotllava al cargol. Es va utilitzar un filferro de pressió (caidor) per guiar els fils al lloc correcte de l'eix.